# Leucanopsis sablona
Leucanopsis sablona är en fjärilsart som beskrevs av William Schaus 1896. Leucanopsis sablona ingår i släktet Leucanopsis och familjen björnspinnare. Inga underarter finns listade i Catalogue of Life.